# Роскоф
Роско́ф (фр. Roscoff) — коммуна на северо-западе Франции, находится в регионе Бретань, департамент Финистер, округ Морле, кантон Сен-Поль-де-Леон. Расположена на побережье Ла-Манша, в 60 км к северо-востоку от Бреста и в 27 км к северо-западу от Морле, в 24 км от национальной автомагистрали N12. В центре коммуны находится железнодорожная станция Роскоф, конечный пункт линии Морле-Роскоф. Коммуна расположена в регионе, называемого за свои благоприятные климатические условия «Золотой пояс» (фр. Ceinture dorée).
Население (2019) — 3 489 человек.

## История
Изначально Роскоф был небольшим рыбацким посёлком. Затем он стал одним из важнейших торговых портов, откуда переправлялся лук с материковой Европы в Англию. В настоящее время Роскоф является отправной точкой для паромного сообщения через пролив Ла-Манш. Отсюда также можно добраться на пароме до бретанского острова Иль-де-Ба. 
Роскоф расположен в западной части велотрассы EuroVelo 4, которая заканчивается на востоке в Киеве. Одновременно Роскоф расположен на велосипедном маршруте EuroVelo 1, который проходит от Нордкапа до португальского Сагреша.
Роскоф обладает прекрасным мягким климатом. В 1899 году в городе был основан первый оздоровительный центр. Сейчас Роскоф — это курортный город, большинство отелей которого располагаются прямо на берегу моря.
В 1872 году французский зоолог Феликс Лаказ-Дютье основал в Роскофе биологическую станцию. С 1986 года в городе действует ботанический сад.

## Достопримечательности
- Церковь Нотр-Дам в Кроас Бас XVI века, сочетание готики и ренессанса с красивой колокольней
- Шато Лабер конца XIX века
- Старинные дома в центре поселка
- Сад экзотических растений

## Экономика
Структура занятости населения:
- сельское хозяйство — 5,6 %
- промышленность — 1,6 %
- строительство — 1,2 %
- торговля, транспорт и сфера услуг — 67,6 %
- государственные и муниципальные службы — 24,1 %

Уровень безработицы (2018) — 11,0 % (Франция в целом —  13,4 %, департамент Финистер — 12,1 %). 

Среднегодовой доход на 1 человека, евро (2018) — 23 610 (Франция в целом — 21 730, департамент Финистер — 21 970).

## Демография
Динамика численности населения, чел.

## Администрация
Пост мэра Роскофа с 2020 года занимает Одиль Тюбер-Монтань (Odile Thubert-Montagne). На муниципальных выборах 2020 года возглавляемый ею блок победил в 1-м туре, получив 51,53 % голосов.
| Период | Период | Фамилия             | Партия                         | Примечания                             |
| ------ | ------ | ------------------- | ------------------------------ | -------------------------------------- |
| 1971   | 1977   | Адриен Стефан       |                                | врач                                   |
| 1977   | 1983   | Жан-Мари Поган      | Союз за французскую демократию | строительный подрядчик                 |
| 1983   | 1995   | Мишель Морван       | Союз за французскую демократию | хирург-дантист                         |
| 1995   | 2020   | Жозеф Сеите         | Разные правые                  | страховой агент                        |
| 2020   |        | Одиль Тюбер-Монтань |                                | специалист по медицинской визуализации |

## Города-побратимы
- Грейт Торрингтон, Великобритания
- Фехта, Германия
- Осер, Франция

## Экономика
Роскоф является родиной сорта лука, выращиваемого здесь с XVII века. Лук, имеющий характерный розовый цвет и сладкий ароматный вкус, имеет запатентованное наименование «лук Роскоф» (фр. Oignon de Roscoff). В Сен-Поль-де-Леоне функционирует специальная организация, контролирующая соблюдение прав на использование названия этого лука.

## Галерея

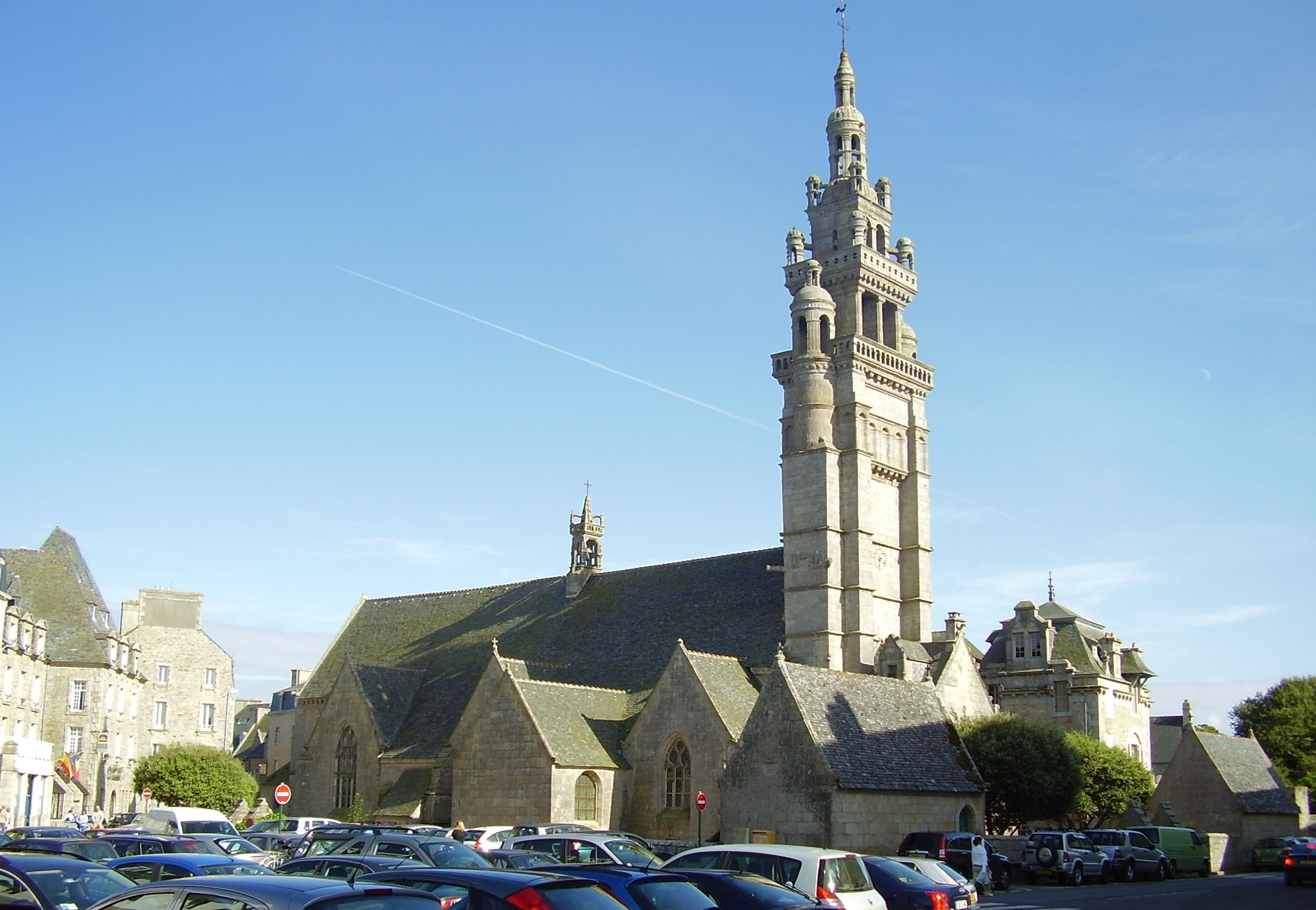
Церковь Нотр-Дам
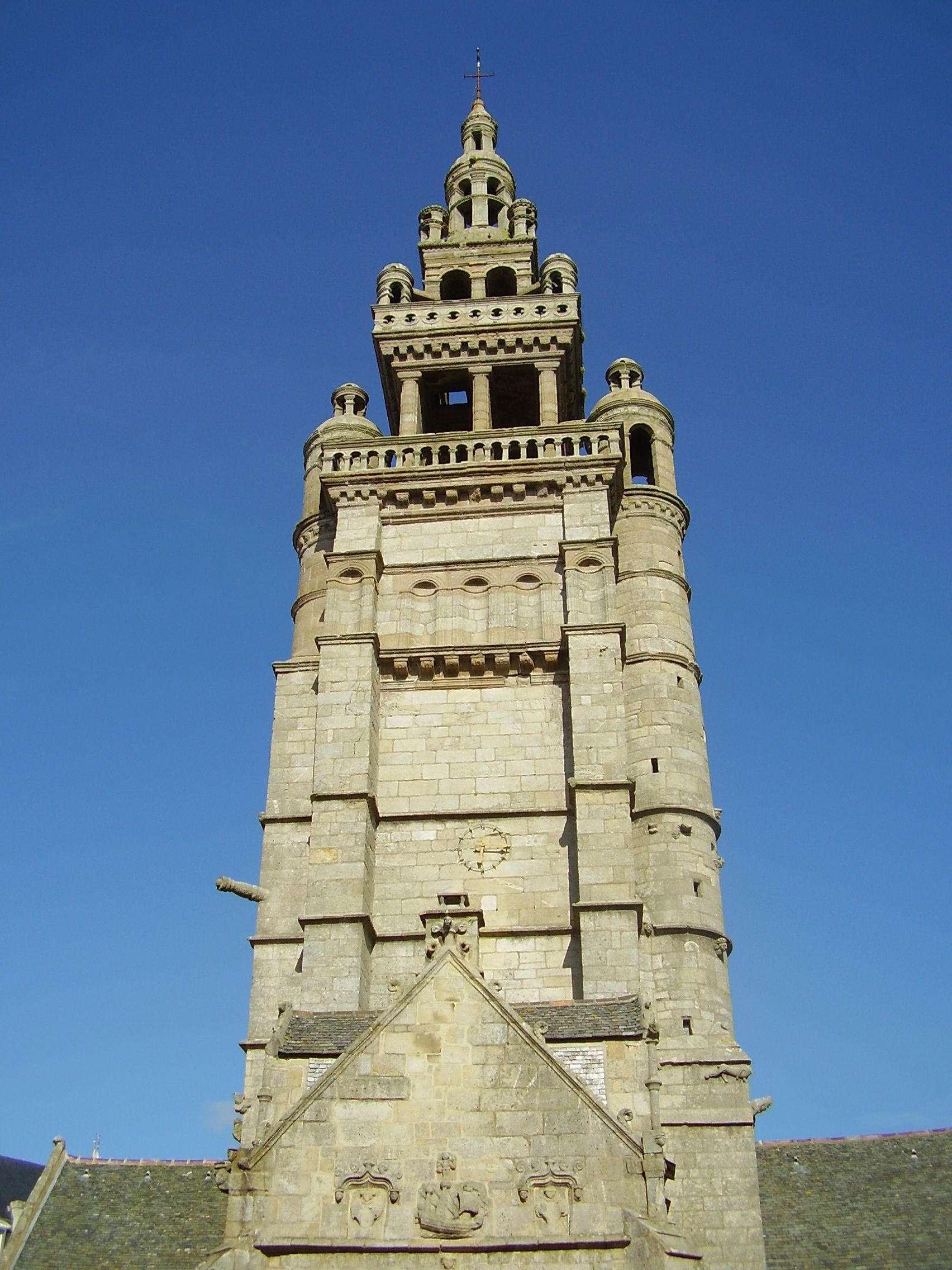
Колокольня церкви Нотр-Дам
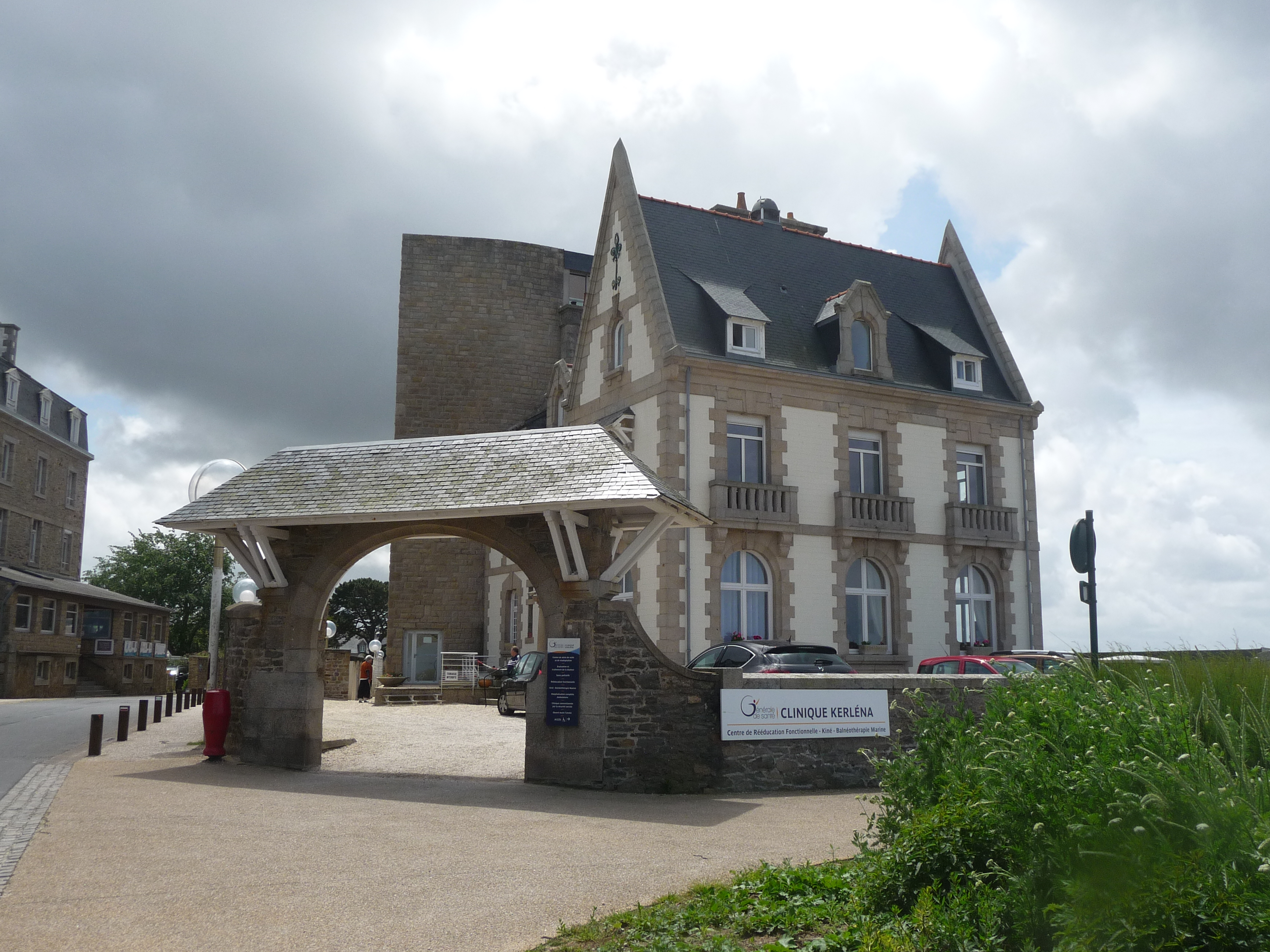
Вилла Керлена
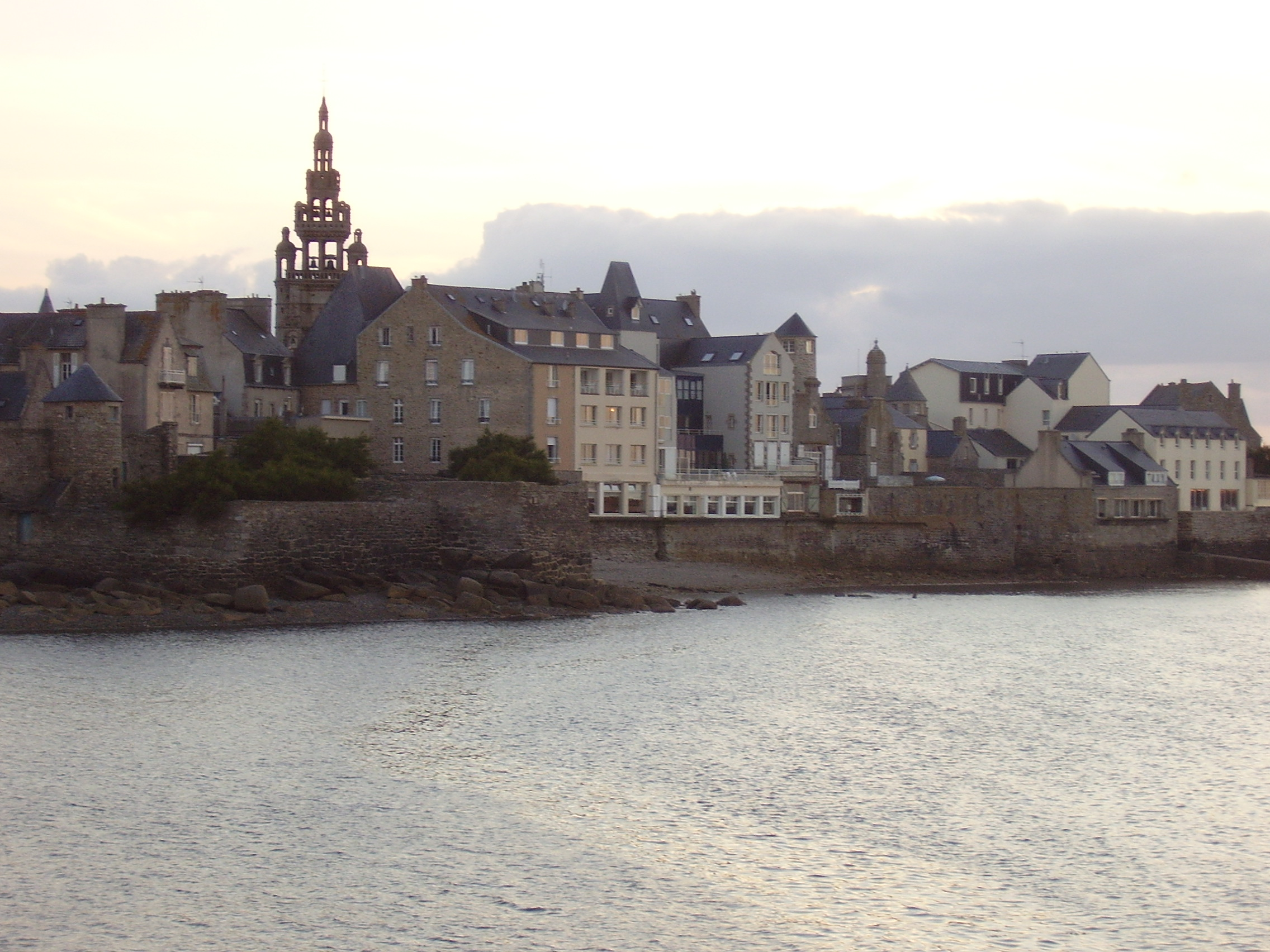
Панорама с моря
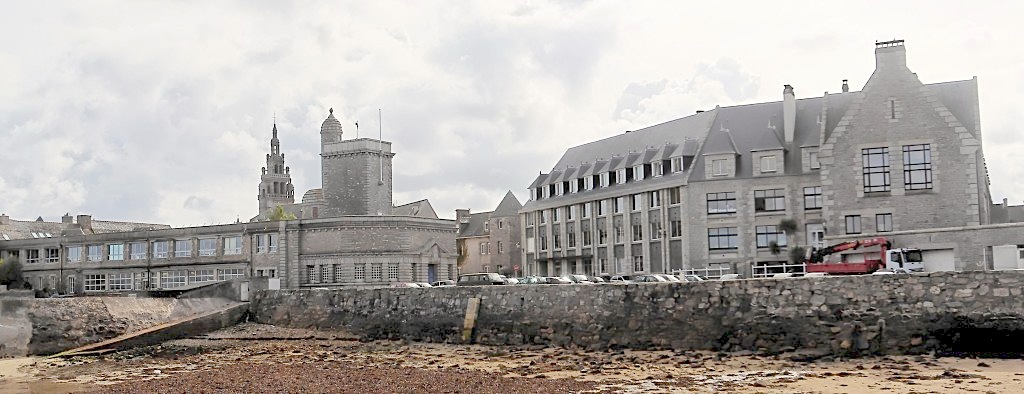
Биологическая станция
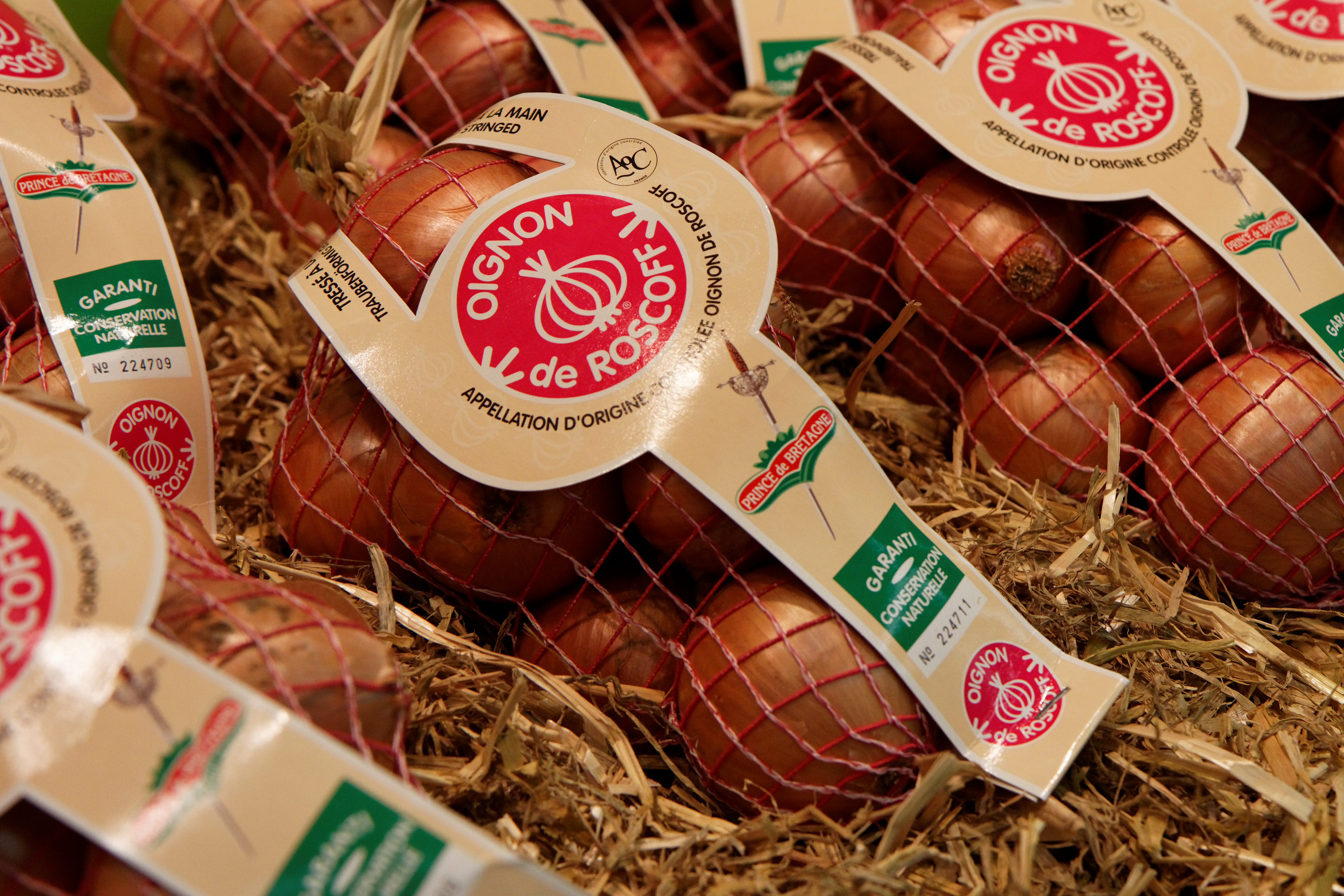
Лук Роскоф